# Письмо боярина Някшу
Письмо боярина Някшу (29-30 июня 1521 года) — историческое письмо и старейший сохранившийся письменный памятник, созданный на валашском языке со славянскими элементами, дата написания которого установлена с минимальной погрешностью. Как и другие документы Валашского княжества той эпохи, письмо написано скорописью, кириллическим письмом.

## История

### Датировка
Несмотря на то, что в самом письме не указывается дата и год, учитывая его содержание (наступление османского султана Мухаммеда), дату написания письма удалось установить с минимальной погрешностью — это 29-30 июня 1521 года. Обнаружил письмо в архивах Брашова в 1894 году Фридрих Штеннер, затем оно было передано Николае Йорге (румынскому научному и политическому деятелю конца XIX — начала XX века).

### Автор письма
Письмо написал валашский боярин и купец Някшу из Длагополя (современный Кымпулунг). Его полное имя, Някшу Лупу, известно из документа времён правления Влада V Молодого (1510—1512), в котором Някшу упоминается как участник долговой тяжбы с купцами из Брашова. Сам Някшу, по всей видимости, был связан с торговлей турецкими товарами и его доверенные люди (в том числе его зять Негре, упомянутый в тексте письма) сопровождали товары от южного Дуная через Валахию и далее в трансильванские города. Этим может объясняться его корреспонденция с мэром Брашова, относительно манёвров турецкой армии.

### Адресат
Письмо адресовано Гансу Бегнеру в Брашов. И из других документов между 1511 и 1559 гг известно, что Ганс Бегнер был мэром (бургомистром) города Брашова. Бегнер известен тем, что вместе с другими членами немецкой общины Брашова основал первое в Валахии производство бумаги и, хорошо зная румынский язык, поощрял румынскую письменность (в частности, переводы и печатание немецких религиозных текстов с целью распространения лютеранства). Расстояние между двумя городами составляет около 60 км.

### Содержание письма
В письме Някшу предупреждает Бегнера о надвигающейся турецкой опасности. Упоминаемым в письме «императором» являлся турецкий султан Сулейман I Великолепный, a его наступление было началом турецкой военной кампании против Венгрии. Придворные султана вели для него детальный дневник кампании, который позволил точно датировать письмо — 29 или 30 июня, когда султан приказал выступать из Софии. Через месяц турецкие войска осадили Белград. Помимо письма Някшу, существует ещё порядка 15 писем с аналогичными предупреждениями, отправленных венгерскому королю Людовику II и его трансильванским вассалам, а также папе, польскому и английскому королям.

## Текст документа
Транслитерация
м(у)дром(у) и плeменитом(у) и чиститом(у) и б[o]гω(м) дapoванном(у) жупa(н) хань(ш) бe(г)нe(р) ѿ брашo(в) мнo(г)[o]
з(д)равиe ѿ нѣ(к)шу(л) ѿ длъгoполe и пa(к) дау щирe дo(м)нïeталe за лукру(л) ту(р)чилo(р) кум aмь
aузи(т) єу къ ĩпърату(л) aу єши(т) дe(н) софïѧ ши aими(н)трѣ нуe ши сѣу ду(с) ĩ су(с)
прe дунърe и пa(к) съ щïи дo(м)нïıатa къ aу вени(т) у(н) ω(м) дe лa никопoe дe мïe мѣ(у)
спу(с) къ aу възу(т) ку ωкïи лои къ aу треку(т) чѣлe корабïи чe щïи ши дo(м)нïıатa прє
дунърe ĩ су(с) и пак съ щïи къ багъ ден тотe ωрашелe кътe н̃ дe ωми(н) съ ф
фïe ĩн aжутo(р) ĩ корабïи и пак съ щïи куму сѣу принсъ нещe мe(ш)щe(р) дe(н) ц[a]ри
грa(д) ку(м) ворь трѣчe aчѣлe корабïи лa локу(л) челa (ст)римту(л) чe щïи ши дo(м)нïıатa
и пa(к) спуи дo(м)нïeталe дe лукру(л) лу мaхамe(т) бe(г) ку(м)у aмь aузит дe бoѧри чe сънть мeџïıа(ш)
ши дe џeнерe мïу негрe куму ѧу дa(т) ĩпърату(л) слoбозïe лу мaхамe(т) бег прe иу иωи вa
фи воѧ прен цѣрa румънѣскъ ıаръ єль съ трѣкъ и пa(к) съ щïи дo(м)нïıатa къ ape
фрикъ марe ши бъсъраб дe aчe(л) лотру дe мaхамe(т) бe(г) мa(и) въртo(с) дe дo(м)нïeлe во(с)трe
и пa(к) спуи дo(м)нïeталe кa мa(и) марелe мïу дe чe aмь ĩцелe(с) шïeу eу спуи дo(м)нïeталe ıар
дo(м)нïıатa eщи ĩцeлепть ши aчѣстe куви(н)тe съ цïи дo(м)нïıатa лa тинe съ ну щïe
уми(н) мулци ши дo(м)нïeлe во(с)трe съ въ пъзици ку(м) щици мa(и) бинe и б[oг]ь тe вe(с)[e]ли(т) aмï(н)ъ
Перевод
м(у)дром(у) и плeменитом(у) и чиститом(у) и б[o]гω(м) дapoванном(у) жупa(н) хань(ш) бe(г)нe(р) ѿ брашo(в) мнo(г)[o] з(д)равиe ѿ нѣ(к)шу(л) ѿ длъгoполe
Мудрому и благородному, и почтенному, и Богом дарованному жупану Ханшу Бегнеру из Брашова много здравия от Някшула из Кымпулунга.
и пa(к) дау щирe дo(м)нïeталe за лукру(л) ту(р)чилo(р) кум aмь aузи(т) єу къ ĩпърату(л) aу єши(т) дe(н) софïѧ ши aими(н)трѣ нуe ши сѣу ду(с) ĩ су(с) прe дунърe
И ещё да будет Тебе известно о делах турок, что я слышал, что император выехал из Софии, и иначе быть не может, и поехал вверх по Дунаю.
и пa(к) съ щïи дo(м)нïıатa къ aу вени(т) у(н) ω(м) дe лa никопoe дe мïe мѣ(у) спу(с) къ aу възу(т) ку ωкïи лои къ aу треку(т) чѣлe корабïи чe щïи ши дo(м)нïıатa прє дунърe ĩ су(с)
И ещё да будет Тебе известно, что приходил человек из Никополя, который мне сказал, что видел собственными глазами, что те корабли, кои тебе известны, прошли вверх по Дунаю.
и пак съ щïи къ багъ ден тотe ωрашелe кътe н̃ дe ωми(н) съ ф фïe ĩн aжутo(р) ĩ корабïи
И ещё да будет тебе известно, что они забирают из каждого города по 50 человек для помощи на кораблях.
и пак съ щïи куму сѣу принсъ нещe мe(ш)щe(р) дe(н) ц[a]ри грa(д) ку(м) ворь трѣчe aчѣлe корабïи лa локу(л) челa (ст)римту(л) чe щïи ши дo(м)нïıатa
И ещё да будет тебе известно, что мастера из Цариграда придумали, как провести эти корабли через то узкое место, которое и Тебе известно.
и пa(к) спуи дo(м)нïeталe дe лукру(л) лу мaхамe(т) бe(г) ку(м)у aмь aузит дe бoѧри чe сънть мeџïıа(ш) ши дe џeнерe мïу негрe куму ѧу дa(т) ĩпърату(л) слoбозïe лу мaхамe(т) бег прe иу иωи вa фи воѧ прен цѣрa румънѣскъ ıаръ єль съ трѣкъ 
И ещё скажу тебе о делах Махамет-бега, что я слышал от бояр по соседству и от зятя моего Негре, что император дал волю Махамет-бегу, когда тому угодно, через Цяра Румыняскэ проехать.
и пa(к) съ щïи дo(м)нïıатa къ ape фрикъ марe ши бъсъраб дe aчe(л) лотру дe мaхамe(т) бe(г) мa(и) въртo(с) дe дo(м)нïeлe во(с)трe
И ещё да будет тебе известно, что Бессараб тоже боится этого разбойника Махамет-бега, ещё сильнее, чем вы.
и пa(к) спуи дo(м)нïeталe кa мa(и) марелe мïу дe чe aмь ĩцелe(с) шïeу eу спуи дo(м)нïeталe ıар дo(м)нïıатa eщи ĩцeлепть ши aчѣстe куви(н)тe съ цïи дo(м)нïıатa лa тинe съ ну щïe уми(н) мулци ши дo(м)нïeлe во(с)трe съ въ пъзици ку(м) щици мa(и) бинe
И ещё говорю тебе как старшему то, что понял я. Я говорю тебе, а ты умён и слова эти сбережёшь при себе, чтобы много людей не знало, а вы берегите себя, как можно лучше.
и б[oг]ь тe вe(с)[e]ли aмï(н)ъ
И пусть Бог тебя радует. Аминь.

## Особенности
Несмотря на то, что письмо является первым и самым старинным памятником румынского языка, в отличие от других романских памятников, оно написано довольно поздно, в XVI веке, а потому язык памятника (старорумынский) не очень отличается по своим грамматическим характеристикам и лексическому составу от современного румынского языка. С достаточной долей определённости можно сделать вывод, что структура румынского языка к этому времени уже вполне сложилась, хотя его литературная стандартизация ещё не началась.
Памятник написан на кириллице, употреблявшейся румынами до 1860-х годов. В нём много славянских элементов («И пак», «за») и даже целых фраз и предложений на церковнославянском языке в прологе и заключении, хотя большая часть лексем в самом тексте имеет народно-латинский характер. Знаки препинания практически отсутствуют.

## Комментарии
1. ↑  Письмо также содержит формы приветствия на славянском языке: «м(у)дром(у) и плeменитом(у) и чиститом(у) и б[o]гω(м) дapoванном(у) жупa(н) хань(ш) бe(г)нe(р) ѿ брашo(в) мнo(г)[o] з(д)равиe» в начале письма и «и б[oг]ь тe вe(с)[e]ли(т)» в конце.
2. ↑  Современное румынскоe название города («Câmpulung», от рум. «câmp(ul)» поле и «lung» длинный, буквально «длинное поле»), вероятно, является калькой со славянского «Длагополе». Ту же этимологию имеет венгерское («Hosszúmező», использовалось во время венгерского владычества) и немецкое («Langenau», использовалось проживавшей в городе с XIII века немецкой общиной) название города.
3. ↑  Произношение имени (Иоан, Йоханнес, Ганс, Ханеш) и фамилии (Бегнер, Бенкнер) варьирует в зависимости от языка источника (румынского, немецкого или венгерского).